# Région de Viamala
La région de Viamala est une région du canton des Grisons en Suisse. 
Elle remplace depuis le 1er janvier 2016 le district de Hinterrhein, dont elle reprend le périmètre, étendu à la commune de Mutten issue du district d'Albula.

## Communes
| Nom                | N° OFS | Population (décembre 2022) |
| ------------------ | ------ | -------------------------- |
| Andeer             | 3701   | +000921,                   |
| Avers              | 3681   | +000168,                   |
| Cazis              | 3661   | +002 346,                  |
| Domleschg          | 3673   | +002 200,                  |
| Ferrera            | 3713   | +0 00073,                  |
| Flerden            | 3662   | +000251,                   |
| Fürstenau          | 3633   | +000351,                   |
| Masein             | 3663   | +000517,                   |
| Muntogna da Schons | 3715   | +000383,                   |
| Rheinwald          | 3714   | +000564,                   |
| Rongellen          | 3711   | +0 00059,                  |
| Rothenbrunnen      | 3637   | +000301,                   |
| Scharans           | 3638   | +000822,                   |
| Sils im Domleschg  | 3640   | +000979,                   |
| Sufers             | 3695   | +000145,                   |
| Thusis             | 3668   | 3 278                      |
| Tschappina         | 3669   | +000142,                   |
| Urmein             | 3670   | +000166,                   |
| Zillis-Reischen    | 3712   | +000404,                   |
| Total              | Total  | +014 207,                  |